# Església de Sant Ibars de Sent Ibarç
L'església de Sant Ibars és un temple situat a la comuna de Sent Ibarç, al departament de l'Arieja, a la regió d'Occitània. És tracta d'un edifici d'estil compost construit als segles XIII i modificat al segle XVI.

## Història
Es va construir al cor de la primera bastida del comtat de Foix fundada l'any 1241 a més d'un km del poble original.
L'influent bisbe de Rius Joan de Pins hi va fundar una col·legiata el 1527.
L'església és primer objecte d'una classificació parcial com a monuments històrics per decret de 20 d'abril de 1907. En aquesta primera classificació s'hi inclouen la seva porta sud amb les seves arcades i les seves fusteries. Més endavant es classificarà 'església en la seva totalitat, inclosa la seva decoració pintada, en el decret de desembre, 11 de 1987.

## Descripció
Es tracta d'una església d'estil gòtic llenguadocià, que va ser notablement retocada al segle XVI. L'any 1524 es va demanar a l'abat de Lesat l'ampliació de la nau, la construcció d'arcs apuntats, l'adhesió als contraforts de pilastres adornades amb capitells i l'alçament de la torre.

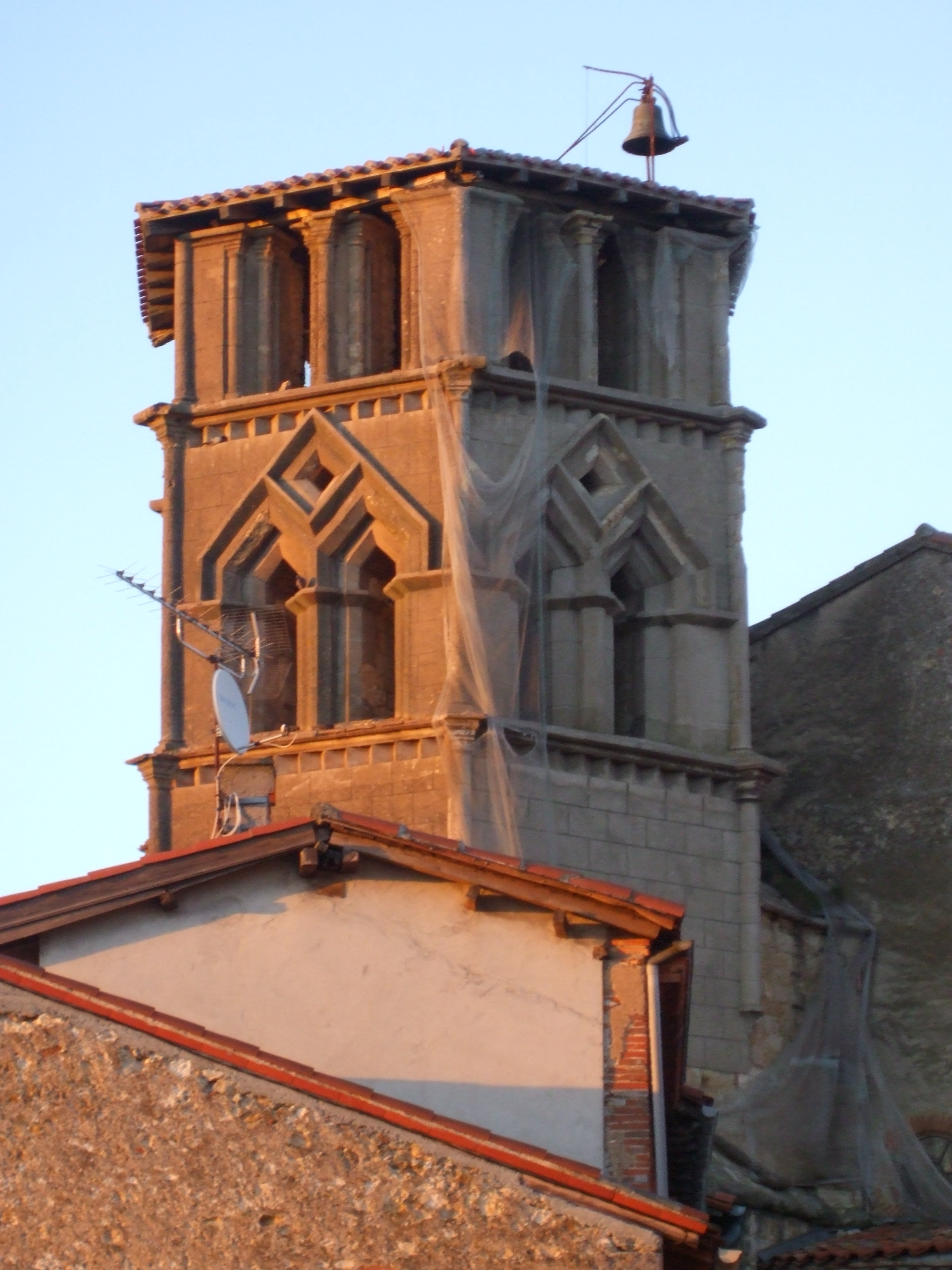
Campanar.

La base quadrada del campanar, a ponent, formava, part de les fortificacions de la bastida, tal com fa sospitar la diferència d'estructura amb la resta de l'església. A dalt, s'hi ha reconstruït un campanar hexagonal de tres plantes. El mur de migdia està travessat per un portal adornat amb un arc de mig punt polilobulat i coronat amb una estàtua niuada. A l'interior, la capella de Santa Anna està decorada amb frescos.

### Mobles
En una capella de l'església hi ha una estàtua de Sant Antoni el Gran o Sant Jeroni. Es tracta d'una figura de fusta daurada del segle XVII, classificada com a objecte dins del catàleg dels monuments històrics de França. Altres elements de l'església, com estàtues, pintures i objectes litúrgics, són referenciats a la base Palissy de patrimoni.

## Valorització patrimonial
Creada l'any 2008, l'Association culturelle et historique éparchoise està especialment implicada en el manteniment i la promoció de l'església. Gràcies a aquest interès es van poder restaurar els vitralls, obra que va ser encarregada a Pierre Rivière, pintor i vitraller de l'Arieja des de 1976.
La Fundació Patrimoni ha obert una subscripció per reformar el campanar.